# Тойба
Тойба — река в России, протекает по Подпорожскому району Ленинградской области.
Исток — болото северо-западнее Юксовского озера. Течёт на запад, принимает левый приток — Кривые Колена. Впадает в Свирь с левого берега у деревни Плотично, в 162 км от её устья. Длина реки — 10 км.

## Данные водного реестра
По данным государственного водного реестра России относится к Балтийскому бассейновому округу, водохозяйственный участок реки — Свирь без бассейна Онежского озера, речной подбассейн реки — Свирь (включая реки бассейна Онежского озера). Относится к речному бассейну реки Нева (включая бассейны рек Онежского и Ладожского озера).